# Filtro paso alto

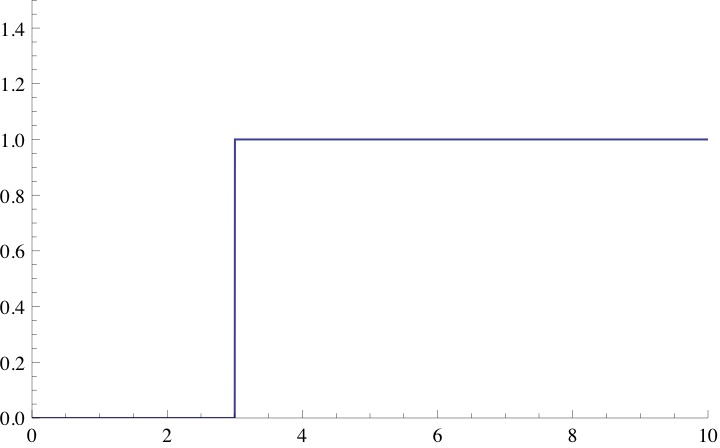
Filtro paso alto ideal: respuesta en frecuencia

Un filtro paso alto (HPF) es un tipo de filtro electrónico en cuya respuesta en frecuencia se atenúan los componentes de baja frecuencia pero no los de alta frecuencia, éstas incluso pueden amplificarse en los filtros activos. La alta o baja frecuencia es un término relativo que dependerá del diseño y de la aplicación. En particular la función de transferencia de un filtro pasa alta de primer orden corresponde a:
{\displaystyle H(s)={\frac {s/w_{c}}{1+s/w_{c}}}}

## Implementación

Filtro pasivo analógico de primer orden con circuito RC.

El filtro paso alto es un circuito RC en serie en el cual la salida es la caída de tensión en la resistencia.
Si se estudia este circuito con componentes ideales para frecuencias muy bajas -continua por ejemplo- se tiene que el condensador se comporta como una impedancia de valor muy alto, idealmente como una interrupción en el circuito, por lo que impedirá el paso de corriente a la resistencia y, por tanto, la diferencia de tensión en la resistencia será cero.
Para una frecuencia muy alta, idealmente infinita, el condensador se comportará como una impedancia de valor nulo, es decir, como un conductor ideal, por lo que la caída de tensión de la resistencia será la misma tensión de entrada, lo que significa que dejaría pasar toda la señal. Por otra parte, el desfase entre la señal de entrada y la de salida sí que varía, como puede verse en la imagen.
El producto de resistencia por condensador (R×C) es la constante de tiempo, cuyo recíproco es la frecuencia de corte, es decir, donde el módulo de la respuesta en frecuencia baja 3 dB respecto a la zona pasante:
{\displaystyle f_{c}={1 \over 2\pi RC}}
Donde fc es la frecuencia de corte en hercios, R es la resistencia de la carga en ohmios y C es la capacidad en faradios.
El desfase depende de la frecuencia f de la señal y sería:
{\displaystyle \theta \ =\tan ^{-1}{\frac {f_{c}}{f}}}

## Aplicaciones
Una posible aplicación de este tipo de filtro sería la de hacer que las altas frecuencias de una señal de audio fuesen a un altavoz para sonidos agudos mientras que un filtro paso bajo hiciera lo propio con los graves.